# 毛同强
毛同强（1960年—），中國艺术家，作品多以绘画和大型装置艺术呈现。出生於宁夏回族自治区银川市。1980年畢業于宁夏大学美术系。现生活工作于北京、银川。

## 生平
毛同强1960年出生于宁夏银川。1980年毕业于宁夏大学美术系。1984年至1986年于浙江美术学院油画系进修学习。1986年起工作于宁夏书画院。

## 展览

### 个展
- 2018年 《Archivio》，Prometeogallery，米兰，意大利
- 2011年 《经书——毛同强个展》（Scriptures —— Mao Tongqiang Solo Exhibition），宋庄美术馆，北京
- 2009年 《地契——毛同强个展》，墙美术馆，北京
- 2008年 《工具》 艺术文件仓库（CHINA ART ARCHIVES & WAREHOUSE，CAAW），北京[1]
- 2005年 《“花开花落”》，斯民艺苑，新加坡
- 2005年 Suppan当代艺术画廊，维也纳，奥地利
- 2005年 Canna画廊，雅加达，印度尼西亚
- 2005年《“日复一日”毛同强个人影像作品展》，香港，中国
- 2004年 《“日复一日”个展》，广东美术馆，广州，中国

### 群展
- 2023年，《无垠的边缘（Borderless）》，悦来美术馆，北京[2]
- 2018年，第二届银川双年展，银川当代美术馆，银川
- 2018年 《四川故事》（ The Szechwan Tale: China, Theatre and History）, 米兰FM当代艺术中心，米兰，意大利
- 2017年 《盐碱地》，银川当代美术馆，银川
- 2016年 乌托邦·异托邦——乌镇国际当代艺术邀请展（Utopias/Heterotopia—Wuzhen International Contemporary Art Exhibition），浙江乌镇
- 2016年 《秩序》，南京国际美术展，南京[3]
- 2005年 2005新加坡艺术博览会，新加坡
- 2005年 2005萨尔斯堡艺术节，萨尔斯堡，奥地利
- 2005年 “阁”当代艺术展，宋庄艺术大本营，北京，中国
- 2004年 “贺兰山房”金山房设计，银川，中国
- 2003年 第三届全国油画展，北京，中国
- 2002年 “不在边缘”影像展，银川，中国
- 2002年 广州三年展，广州，中国
- 2001年 “死亡档案”毛同强-宋永平作品展，北京，中国
- 2000年 成都双年展，成都，中国
- 2000年 上河美术馆第二届学术邀请展，成都，中国
- 1993年 第八届全国美术作品展，北京，中国
- 1991年 西部风情画展，法国
- 1990年 中国西部油画展，新加坡
- 1990年 西部风情画展，阿联酋
- 1989年 第七届全国美术作品展，北京，中国

1. ↑  杨浥堃. . ARTFORUM艺术论坛.   [2023-08-11]. （原始内容存档于2023-08-11）.
2. ↑  陈耀杰. . 雅昌艺术.   [2023-08-11]. （原始内容存档于2023-08-11）.
3. ↑  卓克艺术网. . 卓克艺术网.   [2023-08-11]. （原始内容存档于2023-08-12）.